# Dakar 18
Dakar 18 — компьютерная игра в жанре автосимулятора в открытом мире, основанная на реальном ежегодном соревновании ралли Дакар, которое организуется Amaury Sport Organisation. Игра разработана студией Bigmoon Entertainment и издана компанией Deep Silver для платформ PlayStation 4, Xbox One и Microsoft Windows.
Ралли Дакар — это ралли-рейд на выносливость. Гонка, которая известна как одна из самых трудных и требовательных в автоспорте. Соревнование отмечает 40-летний юбилей в 2018, этот год также является десятым с момента, когда ралли Дакар стало проводиться в Южной Америке вместо Европы и Африки.

## Геймплей
Масштаб мира насчитывает более 5,791 квадратных миль (15,000 км²), что приблизительно равняется территории штата Коннектикут. Вся эта территория полностью доступна для передвижения игрока.